# 回聲記憶
回声记忆（英語：echoic memory）是听觉資訊（声音）的特定感觉记忆暫存器。人们在前一刻感知到的声音感觉记忆即為回声记忆的形式。

## 概述
總體而言，回声记忆比圖像記憶 （视觉记忆）的儲存时间稍长，聽覺刺激須先由耳朵依序接收，才得以被處理和理解。舉例來說，广播收聽与杂志阅读就非常不同，人們只能在给定时间內听一次广播，而杂志卻可以反覆閱读，在後續聲音聽完之前，聲音尚不會被處理（或是先保留），直到聽完之後，聲音才會被賦予意義。因此可以說，回声记忆就像個「儲存槽」。 这种特殊的感觉儲存器能够儲存大量在短时间内（3-4秒）保留的听觉資訊。这种回声會在大脑中产生共鸣，并在听觉刺激呈现之后，短时间内重复播放。 回声记忆仅適度地对刺激的原始特徵进行编码，例如音高，也就指明了其位於非聯合區的位置。 与视觉记忆不同，视觉刺激可以用眼睛反复扫描，但是听觉刺激卻無法辦到。
在乔治·斯珀林发表了视觉感觉记忆儲存的部分报告研究后不久，研究人员开始研究听觉领域的对应功能。「回声记忆」一词是由奈瑟（Ulric Neisser）于1967年创造的，是这种声音資訊的簡短表徵。最初使用类似于斯珀林的部分报告范式进行研究，然而，现代神经心理学技术的發展，使得对回声记忆儲存的容量、持续时间、位置的估计成为可能。以斯珀林的模型为类比，研究人员使用部分报告实验和全部报告实验，将其成果应用于听觉感觉儲存。他们发现回声儲存的持续时间可达4秒。然而，一旦现有的回声之前被听過，就會有不同的持续时间。谷特曼（Guttman）和朱立茲（Julesz）认为回聲可能持续约1秒或更少，而埃里克森（Eriksen）和強森（Johnson）则认为可以持续10秒。

### 早期工作
巴德利工作記憶模型由視覺空間寫生板和语音迴路组成，视觉空间速写板与圖像記憶 （Iconic memory）有关，语音迴路以两种方式处理听觉資訊。第一個是音韻储存，它能够在資訊衰减之前保留3-4秒，比图像記憶（小于1000毫秒）的持续时间還要長。第二個是默讀的排練過程，使用「內部聲音」來保持記憶痕跡。然而，这个模型并不能详细描述最初的感觉输入與随后记忆过程之间的关系。
尼爾森·考恩(Nelson Cowan)提出短期记忆模型，试图更详细地描述口頭感觉记忆的输入和儲存来解决这个问题。它表明前注意處理（pre-attentive）感觉儲存系统可以在很短的时间内容纳大量精确的資訊，而該儲存系统是由200-400毫秒的初始阶段输入和次级阶段组成，后者将資訊传输到更长期的记忆儲存中，然后整合至工作记忆中，而工作记忆在10-20秒后开始衰减。

## 測試方法

### 部分和整個報告
在斯珀林（1960）關於图像記憶任務的程序之後，研究人员对测试听觉感官儲存的相同现象很感兴趣。迴聲記憶是透過行為任務來衡量的，其中要求參與者重複那些呈現給他們的一系列音調、單詞或音節，通常需要注意力和動機。最著名的部分報告任務是同時向左，右和雙耳呈現聽覺刺激。然後要求他們報告每個刺激的空間位置及類別名稱。结果表明，当一只耳朵抑制另一只耳朵的資訊时，空间位置比语义資訊更容易回忆。部分報告條件下的表現遠遠優於整個報告條件，這結果與圖像記憶任務的結果一致。此外，隨著刺激間隔（ISI）（刺激呈现到回忆之间的时间长度）增加，表现会下降。

### 聽覺後向識別掩蔽
聽覺後向識別掩蔽（ABRM）是聽覺研究最成功的任務之一。它向參與者呈現短暫的目標刺激，然後在ISI之後進行第二次刺激（掩蔽）。聽覺資訊在儲存器中可用的時間量由刺激間隔（ISI）的長度來控制。表現随着ISI增加到250 ms而提高。该掩蔽不會影響從刺激中獲得的資訊量，但它會對進一步的處理造成干擾。

### 不匹配負向波(MMN)
不匹配負向波（MMN）任務是更客观、独立的任务，不需要受試者集中注意力就能测量听觉感觉记忆，其透過使用腦電圖（EEG）記錄大腦激活的變化。這記錄了刺激後150-200ms大腦活動的聽覺事件相關電位（ERP）的元素。這種刺激是在一系列標準刺激中，所呈現的无人注意、不常見、“奇怪的”或异常的刺激，由此將異常刺激與記憶痕跡進行比較。

## 神经学基础
听觉感觉记忆被发现储存在对应于耳朵的初级听觉皮层中。 因为涉及的过程不同，回声记忆儲存涉及几个不同的大脑区域。所涉及的大部分大脑区域位于前额叶皮层 （PFC），因为这是执行控制并负责注意力控制所在的位置。 语音儲存和排练系统似乎是基于左半球的记忆系统，因为在这些区域观察到大脑活动的增加。 涉及的主要区域是左后腹外侧前额叶皮层 （ VLPFC ），左前运动皮层 （PMC）和左后顶叶皮层 （PPC）。在VLPFC内， 布若卡区是负责口头排练和发音过程的主要场所。背部PMC用于节奏组织和排练，最后PPC显示了在空间中定位物体的作用。   
大脑皮层区域被认为与MMN反应所表现出的听觉感觉记忆有关，但并没有被明确定位。然而，结果显示在颞上回 （STG）和颞下回 （ITG）中的比较活化。 

## 问题
听觉记忆缺陷的儿童已被证明患有发育性语言障碍。 这些问题难以评估，因为他们的表現可能是因為无法理解给定的任务，而不是他们的记忆问题。 
使用MMN测试测量经历中风后对背外侧前额叶皮层和颞顶叶皮层的单侧损伤的人。对于对照组，无论是否在右耳或左耳中呈现音调，右侧半球的MMN振幅都是最大的。 
当听觉刺激呈现在大脑病变侧的对侧耳朵时，颞顶叶受损患者的MMN大大减少。这遵守听觉感觉记忆理论，听觉感觉记忆儲存在耳朵呈现的对侧听觉皮层中。 对听力记忆衰減的中风患者的进一步研究表明，听日常音乐或有声读物改善了他们的回声记忆。也就是音乐在脑损伤后的神经康复中具有积极作用。 